# Jadera haematoloma
Jadera haematoloma är en insektsart som först beskrevs av Herrich-schaeffer 1847.  Jadera haematoloma ingår i släktet Jadera och familjen smalkantskinnbaggar. Inga underarter finns listade i Catalogue of Life.